# Julien Hoferlin
Julien Hoferlin (Aywaille, 5 juli 1966 – Luik, 8 april 2016) was een Belgisch tenniscoach.

## Biografie
Hoferlin was tussen 2006 en 2008 coach van de Belgische Davis Cup-ploeg. Hij coachte in zijn carrière onder andere de professionele spelers Dominique Monami, Olivier Rochus, Christophe Rochus, Steve Darcis en Maryna Zanevska.
Hoferlin overleed in april 2016 op 49-jarige leeftijd als gevolg van een hersentumor.